# Влызько, Олекса Фёдорович
Олекса Фёдорович Влызько́ (укр. Олекса Федорович Влизько; 1908—1934) — украинский поэт, прозаик.
Жертва сталинского террора.

## Биография
Родился на станции Боровёнка в Новгородской губернии, где его отец служил дьяком, псаломщиком. В 1917 г. семья переехала на родину деда — в село Сигнаевка (ныне Шполянский район, Черкасская область). В 13 лет тяжело переболел скарлатиной и потерял слух. Эта травма компенсировалась волевым развитием памяти, начитанностью: книга стала для него одним из главных источников формирования художественного и социального сознания. В 1923 году вместе со старшим братом Александром и матерью убегает от отца, который начал злоупотреблять спиртным, в Киев. Окончил литературный факультет Киевского института народного образования. Женился на правнучатой племяннице Тараса Шевченко Фотине (Тине) Красицкой. Много путешествовал, в 1928 году — по Германии, позднее — по нагорьям Памира.
В 1927 г. в прессе появилось сообщение о гибели Влызько в Днепре. Владимир Коряк, ведущий критик того времени, в центральной харьковской газете «Коммунист» поместил некролог, в котором назвал юного поэта «украинским Пушкиным». Однако информация оказалась обычной мистификацией, которые так любили футуристы. Влызько впоследствии опроверг её ироничным заявлением в прессе и новыми книгами.
После убийства С. Кирова в декабре 1934 г. вместе с многочисленной группой деятелей украинской культуры (Григорий Косынка, Дмитрий Фальковский, Кость Буревий, Тарас и Иван Крушельницкие, Михаил Лебединец, Роман Шевченко, Михаил Бархат и другие) был арестован и обвинён в принадлежности к несуществующей контрреволюционной террористической организации. 14 декабря 1934 года на закрытом заседании в Киеве выездная сессия Военной коллегии Верховного Суда СССР вынесла поэту смертный приговор. Расстрелян в тот же день. Реабилитирован посмертно в 1958 г.
Украинский литературовед Юрий Лавриненко в антологии «Расстрелянное возрождение» писал:
Влызько-поэт — это только оборванное начало. Или, как он сам о себе писал в предисловии к «Живу, работаю!», — «только этап и искание новых форм... До синтетического равновесия еще далеко...». С его жадностью, темпераментом, эстетическим полиморфизмом нелегко достичь «синтетического равновесия» за несколько данных ему судьбой лет. А все же элементы собственной синтезы в нем уже начинали проявляться. Яков Савченко писал по поводу ««Девятой симфонии»: «я не знаю ничего лучшего в украинской поэзии последнего десятилетия относительно такого благородства мыслей, такого прочного и сплошь пафосного подъема и, наконец, такой широты и человечности мышления. Это тем более впечатляет, что Влызько всего 19 лет». Коротенький восьмилетний литературный путь Влызько обозначен динамическими исканиями, разнородностью форм, жанров, тем. Классицизм, футуризм, «производственная поэзия» и агитка, а над всем и прежде всего активный витаистичный романтизм.

## Творчество
Рано начал писать стихи: сначала по-русски, постепенно со словарём совершенствовал свой украинский. В литературу Влызько ввел Борис Антоненко-Давидович, напечатав в киевском журнале «Глобус» (1925. № 22) его стихотворение «Сердце на норд». С тех пор регулярно печатался в газетах «Комсомолец Украины», «Культура и быт», «Литературная газета», журналах «Жизнь и революция», «Молодняк», «Новое общество», «Красный путь». Сблизился с Михайлем Семенко и украинскими футуристами, активно сотрудничал в их органе «Новая генерация». Входил в литературные организации «Молодняк», «Новая генерация» и ВУСПП.
В 1927 г. вышел первый сборник стихов Влызько «За всех скажу». Тогдашняя критика на удивление высоко оценила поэтический дебют молодого автора. Сборник отмечен премией Наркомпроса УССР в конкурсе к 10-летию Октября. Стихи Влызько, несмотря на его тяжёлую болезнь, полны бодрых интонаций, поэт воспевал экзотику морской стихии, порывы в незаурядность. Был неутомимым искателем образов и ритмики, созвучных с эпохой национального возрождения и революционной романтики.